# باسكال أفي نجيسان
باسكال أفي نجيسان (بالفرنسية: Pascal Affi N'Guessan)‏ (مواليد 1 يناير 1953) هو سياسي من ساحل العاج ورئيس حزب الجبهة الشعبية الإفوارية  وشغل منصب رئيس الوزراء من 27 أكتوبر 2000 حتى 10 فبراير 2003.